# 亨利·弗雷德里克·贝克
亨利·弗雷德里克·贝克（英語：Henry Frederick Baker，1866年7月3日—1956年3月17日），英国数学家，主要工作范畴是代数几何，但也在其他领域中有杰出贡献，包括偏微分方程和李群。

## 生平
他生于英国劍橋，1884年10月进入剑桥大学圣约翰学院就读。1898年6月当选为皇家学会院士。1914年1月任命天文和几何学教授。